# Prisonworld
«Prisonworld» — дебютний студійний альбом німецького фольк-метал-гурту Lyriel. Реліз відбувся 17 січня 2005 через лейбл Black Bards.

## Список композицій
| #     | Назва                               | Тривалість |
| ----- | ----------------------------------- | ---------- |
| 1.    | «At the Mindnightsgate»             | 01:31      |
| 2.    | «Prisonworld»                       | 03:44      |
| 3.    | «The Crown of the Twilight»         | 03:22      |
| 4.    | «Symmetry of Disfiguration»         | 03:48      |
| 5.    | «The Singing Nightingale»           | 03:22      |
| 6.    | «Lind E-huil»                       | 05:31      |
| 7.    | «There's a Rainbow in the Rain»     | 04:02      |
| 8.    | «The Judgement of My Harvest Heart» | 04:21      |
| 9.    | «Fate of Knowledge»                 | 01:23      |
| 10.   | «Day in June»                       | 03:47      |
| 11.   | «The Spring and the Flight»         | 04:14      |
| 39:05 |                                     |            |

## Учасники запису
- Лінда Лаукамп — вокал, віолончель
- Клаудія Шефер — скрипка
- Мартін Аман — клавіші
- Джессіка Тіерюнг — вокал
- Даніель де Біар — ударні
- Свен Енгельман — бас-гітара
- Оллівер Тіерюнг — бас-гітара, задній вокал